# Университет Святого Петра
Университет Святого Петра (англ. Saint Peter's University) — частный иезуитский университет в городе Джерси-Сити, штат Нью-Джерси, США. Основан в 1872 году.
Является одним из 28 учреждений-членов Ассоциации иезуитских колледжей и университетов США.

## История
Колледж был основан в 1872 году как гуманитарный колледж для мужчин и принял своих первых студентов в 1878 году на Уоррен-стрит в Джерси-Сити, на нынешнем месте бывшей средней школы, подготовительной школы Святого Петра. В сентябре 1918 года колледж был закрыт вместе с несколькими другими иезуитскими колледжами и средними школами из-за сокращения числа учащихся в связи с началом Первой мировой войны и из-за того, что иезуиты сосредоточили персонал в других колледжах на Восточном побережье. Хотя война закончилась всего через два месяца после его закрытия, и, несмотря на протесты выпускников, колледж вновь открылся только в 1930 году. Колледж временно располагался на Ньюарк-авеню, а в 1936 году переехал на свое нынешнее место на Гудзоне (ныне Кеннеди). Бульвар, между Монтгомери-стрит и Гленвуд-авеню.
В 1936 году в колледж был принят первый чернокожий студент. В 1965 году колледж присвоил Мартину Лютеру Кингу-младшему степень почетного доктора богословия и стал первой иезуитской школой, сделавшей это.
Колледж стал совместным учебным заведением в 1966 году, хотя женщины были приняты на вечернюю программу школы в 1930 году, и группа из 35 женщин была принята из-за низкого числа учащихся во время Второй мировой войны.
В 1975 году колледж построил Центр досуга Янителли, спортивный комплекс. Начиная с приобретения в 1983 году своего первого общежития, колледж переоборудовал четыре многоквартирных здания под общежития и построил три новых общежития: Уилан-холл (1994), Миллениум-холл (1999) и Панепинто-холл (2022).

## Структура
В состав университета входят следующие школы и колледжи:
- Педагогическая школа Колфилда.
- Колледж искусств и наук.
- Школа бизнеса Фрэнка Дж. Гуарини.
- Школа сестринского дела.